# Facultad de Bellas Artes (Universidad de Salamanca)
La Facultad de Bellas Artes de la Universidad de Salamanca, inaugurada en 1982,  imparte el título de Grado en Bellas Artes caracterizado por la estética y el buen uso de la técnica artística. Este comienza a impartirse en la USAL en el curso académico 2010-2011 (sustituyendo la antigua licenciatura en Bellas Artes), los estudios se realizan durante cuatro años divididos en ocho semestres (en cada curso se imparten dos semestres).

## Antigua Licenciatura

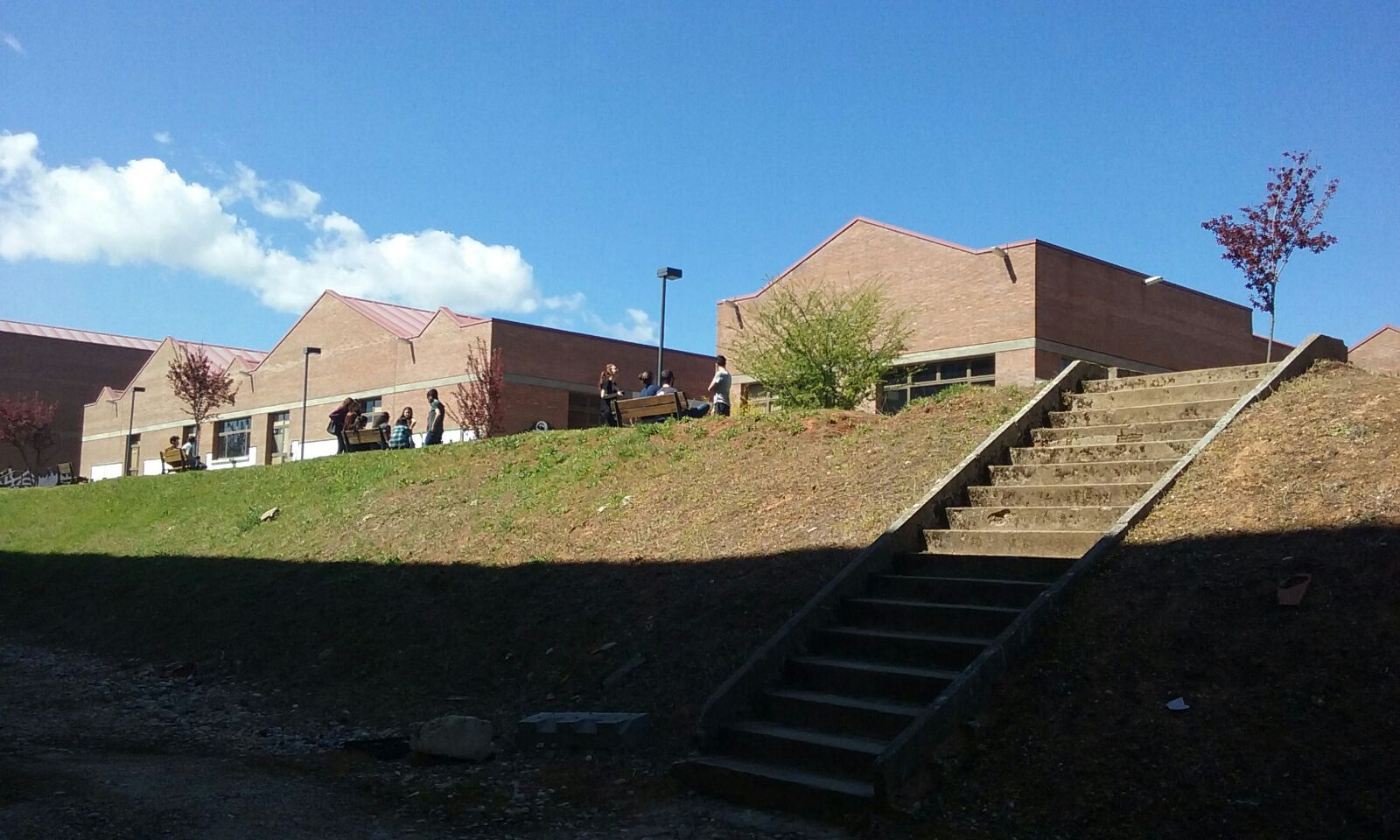

El Grado en Bellas Artes sustituye al plan de estudios anterior de Licenciado en Bellas artes impartido a lo largo de cinco cursos estructurados en dos ciclos. Según el anterior plan de estudios de 1997 la enseñanza se dividía en tres ciclos. Así en el primer ciclo que duraba tres años se impartían materias que desarrollaban una formación general permitiendo pasar al alumnado al segundo ciclo con una preparación adecuada. En el segundo ciclo formado por dos cursos se impartían materias troncales sobre la Idea, Concepto, Procesos, Metodología, Lenguajes y Técnicas en la creación artística en el ámbito de las áreas de Pintura, Escultura y Dibujo. Así que es en el segundo ciclo donde había una gran variedad de asignaturas optativas para que cada alumno individualmente confeccionara su currículo de acuerdo a sus intereses. Actualmente se sigue de manera parecida el anterior plan los dos primeros cursos se imparten materias generales y en los dos últimos cursos los alumnos se especializan según las materias que decidan incluir en su expediente profesional relacionado con las Bellas Artes.

## Estudios

### Grado

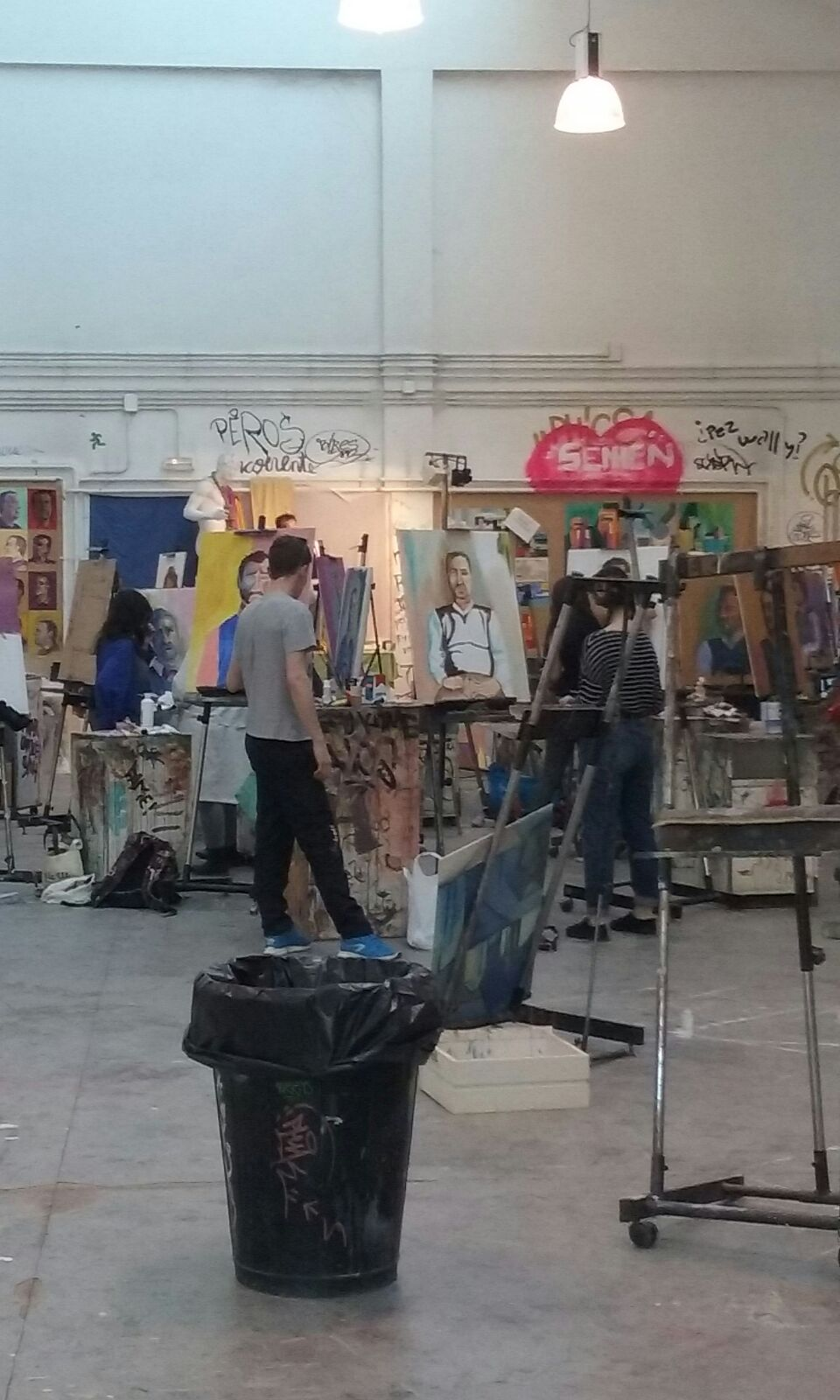
Alumnos durante una clase en la Facultad de Bellas artes de Salamanca.

Estos estudios están estructurados en cuatro módulos.
1. Procesos artísticos específicos de la práctica artística y útiles en cualquier disciplina.
2. Disciplinas artísticas específicas articuladas en un único bloque de técnicas artísticas ( Escultura, Dibujo, Fotografía, Pintura Imagen digital, Grabado, etc.) y en el de creación y producción artística.
3. Fuentes auxiliares para mostrar los contextos y ámbitos en los que se insertan todas las prácticas artísticas, exponiendo las visiones que tienen otras disciplinas sobre el arte.
4. Proyecto Fin de Grado.

El Grado cuenta con 5 menciones de especialidad, Audiovisuales, Dibujo, Escultura, Grabado y Pintura.

### Master y Doctorado
Existe la posibilidad de ampliar los conocimientos sobre la materia a través del Máster Oficial en Estudios Avanzados en Producción y Prácticas Artísticas.

### Actividades complementarias
Dentro de las actividades académicas podemos destacar la labor de la Facultad en la organización de cursos extraordinarios, simposio, exposiciones, etc.

## La facultad
La facultad de bellas artes está situada en la Ciudad Jardín a las afueras de Salamanca y comparte campus con la Facultad de Psicología. Situadas en el mismo edificio se estructuran en torno a dos patios interiores de forma cuadrangular.

## Equipo de Gobierno
- María Reina Salas Alonso (Decana 2022)[5]

## Egresados notables
- David Aja[6]
- Alberto Acinas Tovar
- Chechu Álava
- Hugo Alonso Ruiz
- Sabela Arias Castro
- Ruma Barbero
- Valentín Carrera
- Ricardo Flecha Barrio
- Dora García
- Abraham Gragera
- Paloma Hernández García[7]
- Juan Hernaz
- Marina Núñez
- Diego Del Pozo
- Carlos Trigueros Mori
- Fernando Vázquez Mourelo
- Daniel Verbis
- Noemí Villamuza
- Esperanza Zabala
- ((Rafael Sánchez Carralero))
- ((Julio Alberto Martín Martín))
- ((Marisol Farre))